# Liga Europa da UEFA de 2022–23 – Fase de Qualificação e Play-off
A Fase de Qualificação da Liga Europa da UEFA de 2022–23 foi disputada entre 4 e 25 de agosto de 2022. 

## Times
Participam um total de 14 equipas na terceira pré-eliminatória, que foram divididos em dois caminhos:
- Caminho dos Campeões (10 equipes): 10 eliminadas na segunda pré-eliminatória da Liga dos Campeões da UEFA de 2022–23 (Caminho dos Campeões).
- Caminho da Liga (4 equipes): 2 equipas que entraram nesta fase e 2 eliminadas na segunda pré-eliminatória da Liga dos Campeões da UEFA de 2022–23 (Caminho da Liga).

Os vencedores da terceira pré-eliminatória foram ajuntados em um único caminho para o Play-off:
- Play-off (20 equipes): 13 times que entraram nesta fase (incluindo 6 perdedores da terceira pré-eliminatória da Liga dos Campeões da UEFA de 2022–23) e os 7 vencedores da rodada anterior.

Todos os times eliminados na fase de qualificação entraram na Liga Conferência:
- Os 5 perdedores do Caminho dos Campeões na terceira pré-eliminatória entraram no no Caminho dos Campeões da rodada de Play-off;
- Os 2 perdedores do Caminho da Liga na terceira pré-eliminatória entraram no Caminho da Liga da rodada de Play-off;
- Os 10 perdedores do Play-off entraram na fase de grupos.

Abaixo estão os times participantes (com os seus coeficientes da UEFA 2022, que, no entanto, não foram utilizados para fins de sorteio na fase de qualificação), agrupados por rodada.
| Legenda                                                                                            |
| Vencedor do Play-off e classificado para a fase de grupos                                          |
| Perdedor do Play-off e classificado para a fase de grupos da Liga Conferência                      |
| Perdedor da terceira pré-eliminatória e classificado para a Rodada de Play-off da Liga Conferência |

| Time                | Coef.  |
| ------------------- | ------ |
| Gent                | 27.500 |
| Ludogorets          | 23.000 |
| Sheriff Tiraspol    | 22.500 |
| Ferencváros         | 15.500 |
| Apollon Limassol    | 14.000 |
| Žalgiris Vilnius    | 8.000  |
| Austria Viena       | 7.770  |
| Heart of Midlothian | 7.380  |
| Omonia              | 7.000  |
| Sivasspor           | 6.500  |
| Dnipro-1            | 6.360  |
| Silkeborg           | 5.435  |
| Pyunik              | 4.250  |

| Time              | Coef.  |
| ----------------- | ------ |
| Olympiacos        | 41.000 |
| Malmö             | 23.500 |
| Maribor           | 14.000 |
| Slovan Bratislava | 13.000 |
| HJK               | 8.500  |
| F91 Dudelange     | 8.500  |
| Linfield          | 7.000  |
| Shamrock Rovers   | 7.000  |
| Zürich            | 7.000  |
| Shkupi            | 4.500  |

| Time        | Coef.  |
| ----------- | ------ |
| Partizan    | 24.500 |
| Fenerbahçe  | 14.500 |
| AEK Larnaca | 7.500  |
| Slovácko    | 5.560  |

## Terceira pré-eliminatória
O sorteio desta fase ocorreu no dia 18 de julho de 2022. As partidas foram disputados entre 4 e 11 de agosto de 2022.
| Equipe 1        | Total       | Equipe 2          | 1.º jogo | 2.º jogo |
| --------------- | ----------- | ----------------- | -------- | -------- |
| Malmö           | 5–2         | F91 Dudelange     | 3–0      | 2–2      |
| Shamrock Rovers | 5–2         | Shkupi            | 3–1      | 2–1      |
| Linfield        | 0–5         | Zürich            | 0–2      | 0–3      |
| Olympiacos      | 3–3 (4–3 p) | Slovan Bratislava | 1–1      | 2–2      |
| Maribor         | 0–3         | HJK               | 0–2      | 0–1      |

| Equipe 1    | Total | Equipe 2 | 1.º jogo | 2.º jogo |
| ----------- | ----- | -------- | -------- | -------- |
| AEK Larnaca | 4–3   | Partizan | 2–1      | 2–2      |
| Fenerbahçe  | 4–1   | Slovácko | 3–0      | 1–1      |

### Caminho dos Campeões
| 4 de agosto de 2022 | Malmö                                       | 3 – 0  | F91 Dudelange | Stadion, Malmo                           |
| 19:00               | Thelin 54' · Toivonen 81' · Birmančević 85' | Súmula |               | Público: 11 172 Árbitro: ALB Enea Jorgji |

| 11 de agosto de 2022 | F91 Dudelange          | 2 – 2  | Malmö                   | Estádio de Luxemburgo, Luxemburgo            |
| 20:00                | Hadji 56' · Sinani 61' | Súmula | 50' Buya · 52' Toivonen | Público: 898 Árbitro: ESP Ricardo Bengoetxea |

Malmö venceu  por 5–2 no agregado.
| 4 de agosto de 2022 | Shamrock Rovers                              | 3 – 1  | Shkupi     | Estádio de Tallaght, Dublin                    |
| 21:00               | Burke 13' (pen.) · Watts 29' · O'Neill 90+7' | Súmula | 77' Queven | Público: 6 455 Árbitro: POL Bartosz Frankowski |

| 9 de agosto de 2022 | Shkupi         | 1 – 2  | Shamrock Rovers          | Arena Toše Proeski, Escópia                  |
| 21:00               | Adetunji 90+4' | Súmula | 65' Gaffney · 85' Emakhu | Público: 4 870 Árbitro: BLR Aleksei Kulbakov |

Shamrock Rovers venceu  por 5–2 no agregado.
| 4 de agosto de 2022 | Linfield | 0 – 2  | Zürich                  | Windsor Park, Belfast                      |
| 20:45               |          | Súmula | 8' Aiyegun · 64' Gnonto | Público: 3 044 Árbitro: ITA Marco Di Bello |

| 11 de agosto de 2022 | Zürich                         | 3 – 0  | Linfield | Estádio Letzigrund, Zurique             |
| 19:00                | Avdijaj 11' (26) · Santini 84' | Súmula |          | Público: 7 904 Árbitro: GER Harm Osmers |

Zürich venceu  por 5–0 no agregado.
| 4 de agosto de 2022 | Olympiacos   | 1 – 1  | Slovan Bratislava | Estádio Karaiskakis, Pireu                   |
| 21:00               | El-Arabi 86' | Súmula | 63' Green         | Público: 15 585 Árbitro: BEL Lawrence Visser |

| 11 de agosto de 2022 | Slovan Bratislava           | 2 – 2  | Olympiacos                        | Tehelné pole, Bratislava                  |
| 20:30                | Šaponjić 90+4' · Green 108' | Súmula | 54' Zinckernagel · 101' A. Camara | Público: 18 133 Árbitro: SWE Glenn Nyberg |

|                                 |     | Penalidades                              |  |
| Ramírez Kucka Green Chakvetadze | 3–4 | Kunde Bouchalakis Masouras Pipa Valbuena |  |

3–3 no agregado. Olympiacos venceu por 4–3 nos penâltis.
| 4 de agosto de 2022 | Maribor | 0 – 2  | HJK                        | Stadion Ljudski vrt, Maribor               |
| 20:15               |         | Súmula | 47' Browne · 64' Radulović | Público: 6 000 Árbitro: BUL Georgi Kabakov |

| 11 de agosto de 2022 | HJK          | 1 – 0  | Maribor | Bolt Arena, Helsínquia                     |
| 18:00                | Hostikka 54' | Súmula |         | Público: 6 487 Árbitro: GER Tobias Stieler |

HJK venceu  por 3–0 no agregado.

### Caminho da Liga
| 4 de agosto de 2022 | AEK Larnaca                | 2 – 1  | Partizan  | AEK Arena, Larnaca                           |
| 18:00               | García 34' · Miličević 70' | Súmula | 18' Menig | Público: 4 250 Árbitro: LAT Andris Treimanis |

| 11 de agosto de 2022 | Partizan         | 2 – 2  | AEK Larnaca             | Estádio Partizan, Belgrado              |
| 21:00                | Ricardo 24', 54' | Súmula | 51' Gyurcsó · 57' Faraj | Público: 10 802 Árbitro: ESP José María |

AEK Larnaca venceu  por 4–3 no agregado.
| 4 de agosto de 2022 | Fenerbahçe                   | 3 – 0  | Slovácko | Estádio Şükrü Saraçoğlu, Istambul          |
| 19:00               | Mor 17' · Lincoln 45+2', 81' | Súmula |          | Público: 35 536 Árbitro: POR João Pinheiro |

| 9 de agosto de 2022 | Slovácko    | 1 – 1  | Fenerbahçe | Městský stadion, Uherské Hradiště            |
| 21:00               | Šašinka 58' | Súmula | 56' Dursun | Público: 6 520 Árbitro: MNE Nikola Dabanović |

Fenerbahçe venceu  por 4–1 no agregado.

## Play-off
O sorteio desta fase ocorreu em 2 de agosto de 2022.

### Chaveamento
Um total de 20 times jogaram no Play-off. As equipes foram chaveadas em quatro grupos de prioridade:
- Prioridade 1: Os 6 times das associações, que entraram nesta fase, mais bem colocadas no ranking;
- Prioridade 2: Os 6 perdedores da terceira pré-eliminatória da Liga dos Campeões 2022–23 (Caminho dos Campeões), os quais não eram conhecidos na época do sorteio;
- Prioridade 3: Os 5 vencedores da terceira pré-eliminatória da Liga Europa (Caminho dos Campeões), os quais não eram conhecidos na época do sorteio;
- Prioridade 4: Os times restantes que entraram nesta fase e os 2 vencedores da terceira pré-eliminatória da Liga Europa (Caminho da Liga), os quais não eram conhecidos na época do sorteio;

O procedimento do sorteio ocorreu como a seguir:
1. Três times da Prioridade 1 foram emparelhados com os três times na Prioridade 4;
2. Os três times restantes na Prioridade 1 foram emparelhados com times da Prioridade 3;
3. Os dois times restantes na Prioridade 3 foram emparelhados com times da Prioridade 2;
4. Os quatro times restantes na Prioridade 2 foram então sorteados uma após a outra para completar o nono e o décimo emparelhamento.

Restrição de países não foi aplicada. O primeiro time sorteado em cada encontro foi o mandante na partida de ida.
| Prioridade 1                                                                    | Prioridade 2                                                                                 | Prioridade 3                                          | Prioridade 4                        |
| ------------------------------------------------------------------------------- | -------------------------------------------------------------------------------------------- | ----------------------------------------------------- | ----------------------------------- |
| - Gent - Austria Viena - Heart of Midlothian - Sivasspor - Dnipro-1 - Silkeborg | - Apollon Limassol - Ferencváros - Ludogorets - Sheriff Tiraspol - Žalgiris Vilnius - Pyunik | - Malmö - Shamrock Rovers - Zürich - Olympiacos - HJK | - Omonia - AEK Larnaca - Fenerbahçe |

### Partidas
| Equipe 1         | Total       | Equipe 2            | 1.º jogo | 2.º jogo |
| ---------------- | ----------- | ------------------- | -------- | -------- |
| Dnipro-1         | 1–5         | AEK Larnaca         | 1–2      | 0–3      |
| Gent             | 0–4         | Omonia              | 0–2      | 0–2      |
| Austria Wien     | 1–6         | Fenerbahçe          | 0–2      | 1–4      |
| Zürich           | 3–1         | Heart of Midlothian | 2–1      | 1–0      |
| HJK              | 2–1         | Silkeborg           | 1–0      | 1–1      |
| Malmö            | 5–1         | Sivasspor           | 3–1      | 2–0      |
| Ferencváros      | 4–1         | Shamrock Rovers     | 4–0      | 0–1      |
| Apollon Limassol | 2–2 (1–3 p) | Olympiacos          | 1–1      | 1–1      |
| Pyunik           | 0–0 (2–3 p) | Sheriff Tiraspol    | 0–0      | 0–0      |
| Ludogorets       | 4–3         | Žalgiris Vilnius    | 1–0      | 3–3      |

| 18 de agosto de 2022 | Dnipro-1   | 1 – 2  | AEK Larnaca                | Košická futbalová aréna, Košice            |
| 20:00                | Svatok 90' | Súmula | 16' Altman · 29' Miličević | Público: 3 450 Árbitro: GER Tobias Stieler |

| 25 de agosto de 2022 | AEK Larnaca                            | 3 – 0  | Dnipro-1 | AEK Arena, Larnaca                       |
| 18:00                | Gyurcsó 21' · Lopes 45' · Englezou 78' | Súmula |          | Público: 4 893 Árbitro: ITA Davide Massa |

AEK Larnaca venceu por 5–1 no agregado.
| 18 de agosto de 2022 | Gent | 0 – 2  | Omonia                        | Ghelamco Arena, Gante                     |
| 20:30                |      | Súmula | 19' Charalambous · 76' Barker | Público: 10 496 Árbitro: BIH Irfan Peljto |

| 25 de agosto de 2022 | Omonia                           | 2 – 0  | Gent | Estádio GSP, Nicósia                        |
| 19:00                | Kakoullis 18' · Charalambous 36' | Súmula |      | Público: 17 002 Árbitro: BUL Georgi Kabakov |

Omonia venceu por 4–0 no agregado.
| 18 de agosto de 2022 | Austria Viena | 0 – 2  | Fenerbahçe           | Estádio Franz Horr, Viena                   |
| 21:00                |               | Súmula | 8' King · 89' Dursun | Público: 14 000 Árbitro: GER Daniel Siebert |

| 25 de agosto de 2022 | Fenerbahçe                                 | 4 – 1  | Austria Viena  | Estádio Şükrü Saraçoğlu, Istambul          |
| 19:00                | Yüksek 12' · Kahveci 44' (70) · Yandaş 79' | Súmula | 45+1' Da Graça | Público: 35 350 Árbitro: ESP Jesús Manzano |

Fenerbahçe venceu por 6–1 no agregado.
| 18 de agosto de 2022 | Zürich                      | 2 – 1  | Heart of Midlothian  | Kybunpark, São Galo                            |
| 19:00                | Guerrero 32' · Džemaili 34' | Súmula | 22' (pen.) Shankland | Público: 7 958 Árbitro: POL Bartosz Frankowski |

| 25 de agosto de 2022 | Heart of Midlothian | 0 – 1  | Zürich     | Tynecastle Stadium, Edinburgo                |
| 21:00                |                     | Súmula | 80' Rohner | Público: 17 225 Árbitro: BEL Lawrence Visser |

Zürich venceu por 3–1 no agregado.
| 18 de agosto de 2022 | HJK        | 1 – 0  | Silkeborg | Bolt Arena, Helsínquia                    |
| 18:00                | Browne 79' | Súmula |           | Público: 8 237 Árbitro: POR João Pinheiro |

| 25 de agosto de 2022 | Silkeborg | 1 – 1  | HJK           | JYSK Park, Silkeborg                         |
| 18:30                | Felix 74' | Súmula | 40' Abubakari | Público: 6 334 Árbitro: ITA Maurizio Mariani |

HJK venceu por 2–1 no agregado.
| 18 de agosto de 2022 | Malmö                                         | 3 – 1  | Sivasspor | Eleda Stadion, Malmo                       |
| 19:00                | Zeidan 18' · Christiansen 37' · Moisander 68' | Súmula | 30' James | Público: 12 167 Árbitro: SCO Willie Collum |

| 25 de agosto de 2022 | Sivasspor | 0 – 2  | Malmö                          | Sivas Arena, Sivas                           |
| 19:00                |           | Súmula | 76' Birmančević · 90' Thelunin | Público: 16 873 Árbitro: SRB Srđan Jovanović |

Malmö venceu por 5–1 no agregado.
| 18 de agosto de 2022 | Ferencváros                                | 4 – 0  | Shamrock Rovers | Groupama Arena, Budapeste                 |
| 18:30                | Auzqui 13' · Traoré 35', 48' · Ćivić 90+3' | Súmula |                 | Público: 15 239 Árbitro: SWE Glenn Nyberg |

| 25 de agosto de 2022 | Shamrock Rovers | 1 – 0  | Ferencváros | Estádio de Tallaght, Dublin                   |
| 21:00                | Lyons 89'       | Súmula |             | Público: 7 163 Árbitro: FRA François Letexier |

Ferencváros venceu por 4–1 no agregado.
| 18 de agosto de 2022 | Apollon Limassol | 1 – 1  | Olympiacos | Estádio GSP, Nicósia                             |
| 19:00                | Janga 18'        | Súmula | 29' Hwang  | Público: 10 479 Árbitro: ESP José Maria Martínez |

| 25 de agosto de 2022 | Olympiacos  | 1 – 1  | Apollon Limassol | Estádio Karaiskakis, Pireu                  |
| 21:00                | Masouras 2' | Súmula | 90' Pittas       | Público: 20 054 Árbitro: SWI Sandro Schärer |

|                                     |     | Penalidades                |  |
| M'Vila De la Fuente Pipa Ranđelović | 3–1 | Kyriakou Pittas Ongenda Ba |  |

2–2 no agregado. Olympiacos venceu por 3–1 nos penâltis.
| 18 de agosto de 2022 | Pyunik | 0 – 0  | Sheriff Tiraspol | Estádio Republicano, Erevã                      |
| 19:00                |        | Súmula |                  | Público: 9 000 Árbitro: ESP Alejandro Hernández |

| 25 de agosto de 2022 | Sheriff Tiraspol | 0 – 0  | Pyunik | Estádio Zimbru, Quixinau                   |
| 19:00                |                  | Súmula |        | Público: 6 154 Árbitro: SWE Andreas Ekberg |

|                                      |     | Penalidades                                                 |  |
| Tejan Ambri Diop Kpozo Kiki Radeljić | 3–2 | Harutyunyan Dashyan Zambrano Gareginyan Vakulenko Kovalenko |  |

0–0 no agregado. Sheriff Tiraspol venceu por 3–2 nos penâltis.
| 18 de agosto de 2022 | Ludogorets     | 1 – 0  | Žalgiris Vilnius | Huvepharma Arena, Razgrad                 |
| 20:00                | Tatomirović 2' | Súmula |                  | Público: 4 951 Árbitro: SVK Ivan Kružliak |

| 25 de agosto de 2022 | Žalgiris Vilnius                    | 3 – 3  | Ludogorets                           | Estádio LFF, Vilnius                    |
| 18:00                | Ourega 1' · Buff 16' · Oliveira 63' | Súmula | 8', 57' Tissera · 120' (pen.) Verdon | Público: 4 601 Árbitro: GER Harm Osmers |

Ludogorets venceu  por 4–3 no agregado.